# Vita Dagoberti
Ne doit pas être confondu avec Gesta Dagoberti.
La Vita Dagoberti (« Vie de Dagobert » en français) est une biographie latine anonyme de Dagobert III, roi des Francs (711-715). Cette source historique souffre cependant d'une confusion : confondant Dagobert III et Dagobert II assassiné, l'auteur traite à tort Dagobert III de martyr chrétien. La Vita est donc une vie de saint, même si son sujet n'en est pas un.

## Manuscrits et datation
La Vita est conservée dans deux manuscrits, l'un du XIIe siècle et l'autre du XIIIe siècle. La première est « Paris, BnF, MS lat. 6263 », et la Vita est la seule œuvre qu'elle contient. La seconde est « Paris, BnF, MS lat. 9422 ». D'après son prologue, il a été écrit pour les « frères » de l'église Saint-Dagobert de Stenay afin qu'ils aient chaque année quelque chose à lire le jour de la fête de leur saint patron, le 23 décembre. Les frères affirmèrent qu'ils ne savaient rien de son martyre et craignaient que toute connaissance de sa vie ne soit bientôt perdue.
Il existe différentes théories sur la datation de la Vita. Paul Fouracre avance qu'elle a été composée après 1069, année où l'église de Stenay fut transférée au monastère de Gorze, transformée en prieuré et ses chanoines séculiers remplacés par des moines bénédictins. Il s'appuie sur une note ajoutée au manuscrit du XIIe siècle : « scripta a monacho Satanaco » (« écrit par un moine de Stenay »). Claude Carozzi, quant à lui, affirme qu'il a été écrit entre 893 et 900, c'est-à-dire entre le couronnement de Charles le Simple et la mort de l'archevêque Foulque de Reims. Il s'appuie en grande partie sur des considérations internes, notamment l'intérêt du texte pour l'abbaye de Saint-Wandrille et sa dépendance à l'égard des sources de l'abbaye de Saint-Bertin, dont Foulque avait été abbé. Ian Wood le date quant à lui de la fin du Xe siècle.

## Sources et résumé

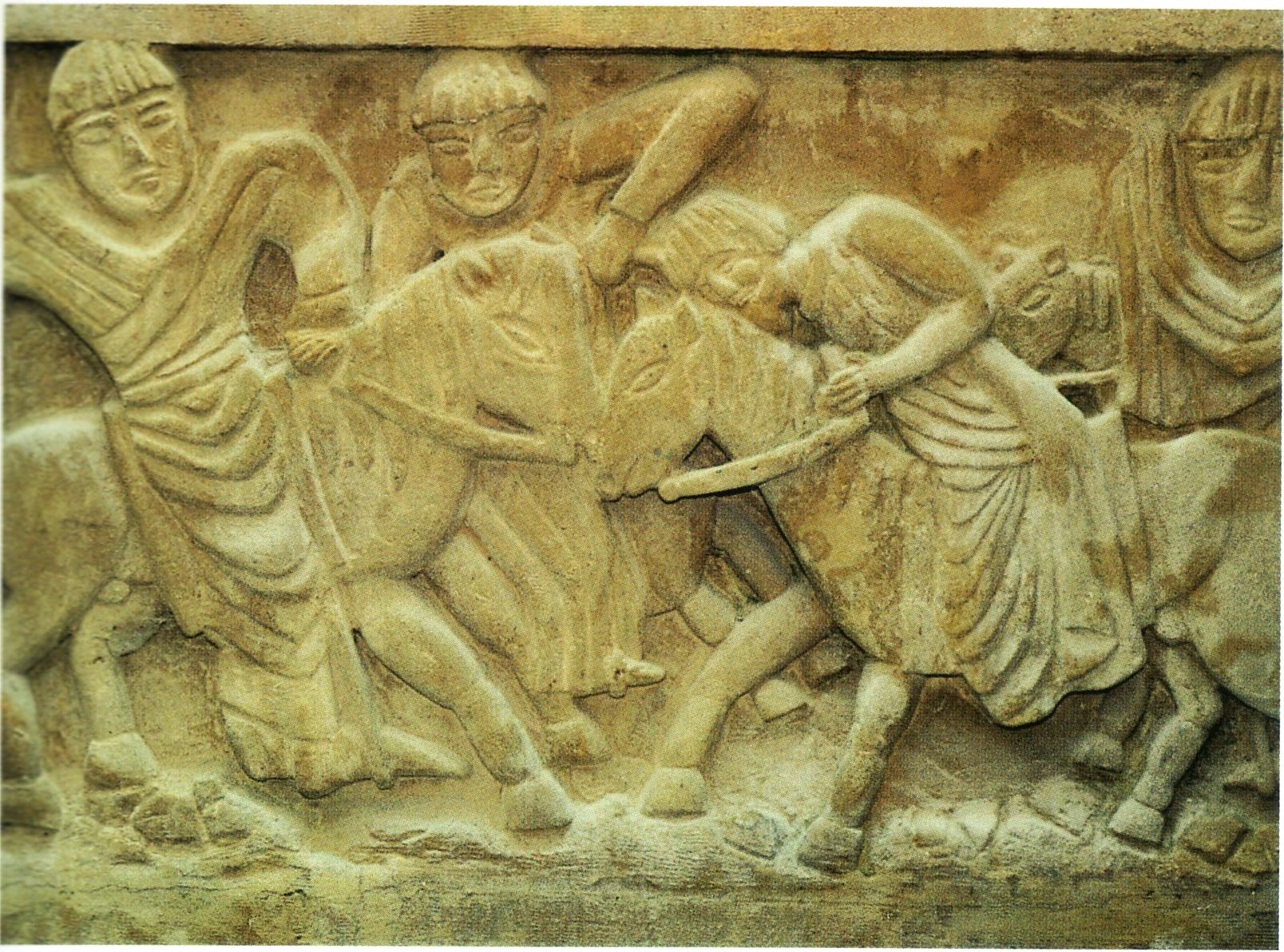
Sculpture représentant le meurtre de Dagobert provenant de la crypte Saint-Dagobert à Stenay. Cette scène n'est pas dépeinte dans la Vita.

L'auteur de la Vita cite directement les Actes de Dagobert Ier, la première suite de la Chronique de Frédégaire, le Liber Historiae Francorum, l'Histoire des Lombards de Paul Diacre et les Actes des Abbés de Saint-Wandrille (en). D'autres sources que l'auteur a utilisées mais ne cite pas explicitement comprennent les Annales antérieures de Metz, la Vie de Charlemagne d'Éginhard, la Vie de Boniface de Willibald et la Vie de Willibrord d'Alcuin.
La Vita commence par un récit du père de Dagobert III, Childebert IV, tiré du Liber Historiae. On dit qu’il a construit de nombreuses églises et remporté de nombreuses victoires. Dagobert a été élevé par Bathilde, que la Vita nomme comme sa grand-mère. Il est décrit comme pieux, sage et vigoureux. Il fut couronné à Reims et son règne fut marqué par la paix à l'intérieur du royaume. Il fait don à Saint-Denis et attribue l'abbaye contestée de Fleury-en-Vexin à l'abbé Hugues de Saint-Wandrille après qu'elle a été prise par le maire du palais Childéric. Il accompagna Charles Martel lors d'une expédition en Frise en soutien au missionnaire Willibrord. Là, il libéra miraculeusement des prisonniers de guerre avec l'aide de son archichapelain Boniface. On lui attribue également une croissance miraculeuse du blé.
Un jour, alors qu'ils chassaient dans les Ardennes, Dagobert et son filleul se séparèrent de leurs compagnons. En faisant une sieste, Dagobert rêva qu'en se promenant dans un pré, il traversait un ruisseau sur un pont de fer et tombait sur un édifice plein de trésors. À son réveil, il raconta son rêve à son filleul. Ce dernier lui raconta que pendant qu'il dormait, un reptile était sorti de sa bouche. Le filleul aida le reptile à traverser un ruisseau en déposant son épée. Le reptile pénètre ensuite dans un chêne avant de revenir dans la bouche de Dagobert. Lorsque Dagobert se rendormit, son filleul le poignarda avec une lance et partit à la recherche du trésor. Il ne put entrer dans le chêne, fut frappé et mourut.
La Vita ne contient qu'un seul miracle posthume provoqué par l'intercession de Dagobert. Une femme dont la main était restée collée à une quenouille alors qu'elle filait un jour de fête a été miraculeusement sauvée.

## Analyse
La Vita contient de nombreuses inexactitudes historiques. Le récit repose initialement autour d'une erreur. Le Dagobert ayant donné naissance à un culte des martyrs était l'obscur Dagobert II (675-679), mais l'auteur de la Vita ignorait même l'existence d'un autre Dagobert entre Dagobert Ier (629-639) et Dagobert III. Son œuvre suppose ainsi que Dagobert III a été martyrisé.
Par ailleurs, l'auteur était « cavalier avec son matériel ». Bathilde n'a pas pu élever Dagobert III, car elle était en réalité son arrière-grand-mère et était morte avant sa naissance. Fleury fut prise par le roi Childéric II et le différend à ce sujet fut résolu après la mort de Dagobert III. Hugues ne devint même abbé qu'en 723. Le fait que le règne de Dagobert III ait été paisible est contredit par le Liber Historiae, qui raconte comment une guerre civile éclata en 714 après la mort du maire du palais Pépin de Herstal. En effet, la référence à la paix est peut-être la seule information dans l'ouvrage réellement dérivée d'une source concernant Dagobert II. Dans l'Histoire des Lombards, il est rapporté comment, en 676, Dagobert II fit la paix avec les Lombards. Le martyre de Dagobert III est directement contredit par le Liber Historiae, qui affirme qu'il « mourut, affaibli par la maladie ». Le récit du rêve de Dagobert est basé sur le récit du rêve du roi Gontran dans l'Histoire des Lombards. Cependant, dans cette dernière source, Gontran se réveille et trouve le trésor.
La Vita se distingue par son aspect « post-carolingien ». Il ignore toute l'historiographie carolingienne qui cherchait à dénigrer la dynastie mérovingienne au profit des maires du palais pépinides. Sa présentation des Mérovingiens comme « le peuple le plus robuste » (gens Robustissima) est totalement en contradiction avec la vision carolingienne standard. L’interprétation de la mise à l’écart complète des Carolingiens dépend en partie de la datation de l’œuvre. Carozzi, le datant des années 890, le considérait comme un « testament politique » de Foulque en faveur du carolingien Charles le Simple. Si cela est exact, cela montrerait que le discours antérieur sur les origines carolingiennes était largement hors de propos à la fin de la période carolingienne. D’un autre côté, une date tardive pourrait montrer qu’un esprit anti-carolingien envahissait la région après les tentatives infructueuses du duc carolingien Charles de Basse-Lotharingie de s’emparer du trône de France avec le soutien du Saint-Empire après 987.
Dans sa présentation de Dagobert comme saint et faiseur de miracles, la Vita Dagoberti est « le texte qui se rapproche le plus de nous montrer un roi mérovingien sacré ».

## Éditions
- (de) Bruno Krusch, Vita Dagoberti III regis Francorum, vol. Scriptores rerum Merovingicarum 2, Hanover, 1888 (lire en ligne), p. 509–524